# Света Богородица Болничка
„Света Богородица Болничка“ (на македонска литературна норма: „Света Богородица Болничка“) е православна църква в град Охрид, Северна Македония. Църквата е под управлението на Дебърско-Кичевската митрополия на Македонската православна църква – Охридска архиепископия.

## Местоположение
Църквата е разположена във Вароша, до старите стени на града, край Долната порта. Подобно на съседната църква носи името на махалата, в която се намира. Заедно със съседната църква „Свети Никола Болнички“ получават имената си, тъй като служат и като медицински пунктове – стационари, където се извършвал и здравен контрол на пътниците, влизащи в средовековния Охрид през Долната порта. По името на църквите е кръстена цялата махала.

## История
Датата на изграждането на църквата не е документирана, но по архитектурните и живописните особености се смята, че е принадлежи към малките еднокорабни охридски църкви от XIV век.
Първоначално е изградена като еднокорабна църква с полуцилиндричен свод, като основана е неправилен четириъгълник. Ктитор е игуменът на Климентовия манастир Яков и е изписана в 1368 – 1370 година. По-късно в началото на XV век – според стиловото сравнение на живописта с тази в „Св. св. Константин и Елена“ – църквата е преправена с напречен кораб-трансепт, по-висок от покрива на наоса и е изписана отново в свода, южната стена и олтара.
В XIX век на южната страна е дограден трем, а западната стена на църквата е разрушена, за да се разшири храмът, а на източната и северната страна са доградени помощни помещения. През този период двата стари слоя – оригиналният и този от XV век са надрисувани с нов.
В 1959 – 1960 година сградата и живописта са консервирани, като са премахнати постройките на северната и източната страна, а живописта от 1834 година е свалена и изложена в трема.

## Архитектура
В архитектурно отношение църквата е еднокорабна засводена сграда с олтарна апсида, проскомидия и дяконикон на източната страна, която в средата е пресечена с по-висок напречен кораб – трансепт. Така църквата приличва на „Св. св. Константин и Елена“ в Охрид. Този архитектурен тим се среща в континентална Гърция и по островите, а в Охрид се появява в края на XIV век. Техниката на градеж е добра. Фасадата и апсидата в горните части имат правилно редуване на бигор, тухла и хоросан, а стените под покрива завършват с богати венци от два реда зъбчесто поставени тухли, между три реда равни тухли.

## Живопис
Оригиналната живопис е дело на местен зограф с чувство за колорит и е една от добрите в Охрид. Живописта е фрагментарно запазена на източната и северната стена се отличава с пластицизъм и същевременно груб чертеж. На северната стена на наоса са запазени фигурите в цял ръст на мъчениците Нестор, Димитър, Георги и Богородица от Дейсиса, обърната към сегмента от небето. В нишата е Симеон Стълпник на стълба. Над тях във втората зона има шест медальона със светци до пояс: Евстатий, Авксентий, Евгений, Мардарий, Орест, а шестият е неразпознаваем.
Живописта от началото на XV век е в свода, южната стена и олтара. Вероятно ктиторът е фигурата с унищожена глава и сигнатура, изписана на западната страна в наоса, до южния вход. В олтара, на южната стена е изписан Христос Агнец, на когото се покланят Григорий Богослов и Кирил Александрийски. На северната стена е Видението на Петър Александрийски. Над апсидата е Христос на риза или неръкотворен образ. На горе на източната стена е Възнесение Христово. До иконостаса, на южната стена са светците Николай и Климент в цял ръст. В третата зона на южната стена са Христовите страдания, а в четвъртата – Великите празници, продължаваща с Рождество в олтара и Сретение (унищожена в средата с отваряне на прозорец, по-късно зазидан). В долната част на западния травей е Възкресение Лазарено, а над него в свода Кръщение. На северната стена в долната част на западния травей е Влизане в Йерусалим, над него е Разпятието. Във вертикалната повърхност на трансепта е Рождество Богородично, а над нея са Мироносците на Христовия грод и Слизане в Ада на долната северна стена от източния травей в олтара. Горната част от свода на източния травей заема Исус от композицията Възнесение Христово. В средата на темето на трансепта е Христос по-стар от на дните, на север е Христос Вседържител, а на юг Хетимасията. Така е символизирана Светата Троица в непозната дотогава форма. В по-ниските части на трансепта е Великият вход.
Фасадната страна на южната стена на наоса е цялостно изписана, вероятно по време на реконструкцията в XV век. Източно от южния вход е Страшният съд в три зони. На северната стена от трема е Света Параскева. На западната страна от източния вход е Архангел Михаил в цял ръст. Над самия вход, в люнетата е Богородица Одигитрия, а западно от нея във втората зона е Богородица с родителите ѝ.

## Иконостас
Иконостасът е от орехово дърво и е изработен през 1833 година от дебърския майстор Никола Дарковски Караджович от Лазарополе и е едно от най-добрите постижения на Дебърската художествена школа. смятан за едно от най-добрите постижения на Дебърската школа. Там той оставя следния надпис:
| „ | Сотворітель маїсторъ добродѣлатель Нікола Дебралиѧ Лазарополец Дарковски Караџовикъ ва лето ѿ Христа аѡлг (1833). | “ |

Иконостасът е малък по размери и в него доминират мотиви от растителния и животинския свят. Поделен е на пет хоризонтални пояса, които са разделени на по-малки фризове. Първият пояс се състои от пет полета, разделени с шест резбовани колонки с растения и животни в дълбока резба. Следват престолните икони – Света Богородица с Христос от XVII век, Исус Христос от XVII век, врата с изображението на Свети Стефан в цял ръст от 1808 година и царските двери от 1808 година, разделени с колонки с винени лози и гроздове. Третият пояс се състои от правоъгълни полета с люнети с дълбока резба. Четвъртият е разделен на три по-тесни хоризонтални полета, а в средата има три медальона. Петият пояс е разделен с 12 колонки, от които едните са с растителен мотив, а на другите има женска фигура ан фас. Иконите са Богородица с Исус Христос, Благовещение, Свети Никола, Рождество Богородично от XIX век, Томино Неверие, Сретение, Къщение Христово, Влизане в Йерусалим, Преображение, Разпятие и Възнесение Христово, дела на зограф Михаил от XIX век. Над всяка икона има резбована люнета. Иконостасът завършва с Разпятие под което има текст с надпис с имената на ктиторите и годината 1830, в която е изработен кръстът.
В църковния двор има множество гробове на монаси и игумени, както и обща гробница.
- „Свети Йоан Кръстител“, края на XVII – началото на XVIII век, днес в Охридската галерия за икони, темпера, гипсен грунд на дъска, 89 х 56,5 х 2,5 cm
- „Подготвяне на кръста“, началото на XIV век, днес в Охридската галерия за икони, темпера, гипсов грунд на дъска, 44 х 36 х 2,5 cm
- „Благовещение“, крило от царски двери, втората половина на XIV век, днес в Охридската галерия за икони, темпера, гипсов грунд на дъска, 113 х 36,5 х 3 cm
- Царската икона на Исус Христос